# جادج سميث
جادج سميث (بالإنجليزية: Judge Smith)‏ هو فنان إيقاعي ومغن مؤلف وملحن وطبال بريطاني، ولد في 1948 في إنجلترا في المملكة المتحدة.

## وصلات خارجية
- الموقع الرسمي
- جادج سميث على موقع ميوزك برينز (الإنجليزية)
- جادج سميث على موقع أول ميوزيك (الإنجليزية)
- جادج سميث على موقع ديسكوغز (الإنجليزية)